# 턴 10 스튜디오
턴 10 스튜디오(영어: Turn 10 Studios)는 미국의 비디오 게임 개발사이다. 2001년 《포르자 시리스》를 개발하기 위해 엑스박스 게임스 스튜디오 산하에 설립되었다.

## 개발 게임 목록
| 연도      | 제목                         | 플랫폼                                   |
| --------- | ---------------------------- | ---------------------------------------- |
| 2005      | 포르자 모터스포츠            | 엑스박스                                 |
| 2007      | 포르자 모터스포츠 2          | 엑스박스 360                             |
| 2009      | 포르자 모터스포츠 3          | 엑스박스 360                             |
| 2011      | 포르자 모터스포츠 4          | 엑스박스 360                             |
| 2013      | 포르자 모터스포츠 5          | 엑스박스 원                              |
| 2015      | 포르자 모터스포츠 6          | 엑스박스 원                              |
| 2016      | 포르자 모터스포츠 6 에이펙스 | 마이크로소프트 윈도우, 엑스박스 원       |
| 2017      | 포르자 모터스포츠 7          | 마이크로소프트 윈도우, 엑스박스 원       |
| 발표 예정 | 포르자 모터스포츠            | 마이크로소프트 윈도우, 엑스박스 시리즈 X |